# Ptochophyle anala
Ptochophyle anala är en fjärilsart som beskrevs av Pierre E.L. Viette 1970. Ptochophyle anala ingår i släktet Ptochophyle och familjen mätare. Inga underarter finns listade.